# Натроярозит
Натроярози́т — минерал, основной сульфат натрия и трехвалентного железа островного строения.

## Общее описание
Базоалюминит. Сингония тригональная, дитригонально-пирамидальный вид. Образует псевдокубичные или сплющенные кристаллы, землистые массы или корочки. Спайность совершенная. Плотность 3,18. Твёрдость 3,5. Цвет золотисто-бурый, коричневый. Блеск стеклянный. Излом раковистый. Хрупкий. Прозрачный до полупрозрачного. Известен как продукт изменения пиритовых сланцев в рудных месторождениях. Чехии, в Майкаинском мест. (Казахстан), мест. Бакстон (шт. Южная Дакота, США), содовом гейзере Сода-Спрингс (шт. Невада, США), мест. Чукикамата (Чили), Бахмут (Украина) и др.. Название — от натро-… и названия минерала ярозит. (SLPenfield, WFHillebrand, 1902). Синоним — раймондит.

## История применения
При раскопках неандертальской стоянки на юге Испании археологи нашли продырявленные ракушки, которые можно было носить как ожерелье или подвешивать. На ракушках и рядом с ними были обнаружены остатки минеральных пигментов, в частности и натроярозита. Находки датируются периодом примерно 150 000–120 000 лет до н.э., что много раньше того времени, когда в Европе появились верхнепалеолитические «современные» люди. В Древнем Египте натроярозит использовался как косметическое средство. Существует мнение, что пигменты использовали неандертальцы для украшения лиц и тел.